# Muna Katupose
Muna Katupose (Opuwo, 22 febbraio 1988) è un calciatore namibiano, attaccante dei Black Africa.

## Carriera

### Nazionale
Ha collezionato 10 presenze in Nazionale.